# Mourad Sahli
Mourad Sahli (Béjaïa, 15 juni 1967) is een Belgisch politicus voor de PS.

## Levensloop
Sahli werd geboren in Algerije, waar hij opgroeide in een gezin met zes kinderen. Hij doorliep er lager, middelbaar en hoger onderwijs en behaalde graduaten in elektronica-industrie en burgerlijk bouwkundig ingenieur aan de Universiteit van Oran. Tijdens zijn studententijd was hij politiek geëngageerd als oprichter van een studentenvakbond, het Syndicaat van Algerijnse Autonome en Democratische Studenten (SNEAAD). Nadat hij de liefde vond bij een jonge Belgische vrouw, volgde hij haar naar het Henegouwse Chapelle-lez-Herlaimont. Na zijn emigratie behaalde hij via avondonderwijs een licentie in de civiele techniek een licentie in de arbeidswetenschappen, optie opleidingsbeleid en beroepsheroriëntering aan de ULB.
Ook in België engageerde Mourad Sahli zich in de politiek en in 1992 sloot hij zich aan bij de plaatselijke PS-afdeling van Chapelle-lez-Herlaimont. Van 1996 tot 1999 werkte hij als attaché op het kabinet van de socialistische Waalse minister van Binnenlandse Aangelegenheden Bernard Anselme en van 2000 tot 2004 was hij persattaché voor Waals minister-president Jean-Claude Van Cauwenberghe. Nadien was hij van juli 2004 tot maart 2008 adviseur op het kabinet van federaal minister Christian Dupont en van maart 2008 tot juni 2009 kabinetsadviseur van Waals minister van Gezondheid en Sociale Actie Didier Donfut. Nadien was hij van 2009 tot 2019 attaché op het Directoraat voor Sociale Cohesie van de SPW, de Gewestelijke Overheidsdienst van het Waals Gewest.
Intussen werd Sahli in 2000 OCMW-raadslid van Chapelle-lez-Herlaimont en van april 2004 tot juni 2019 was hij er OCMW-voorzitter. In oktober 2006 werd hij verkozen tot gemeenteraadslid van Chapelle en van december 2012 tot juni 2019 was hij er tevens schepen, tot december 2018 bevoegd voor Sport, Cultuur, Verenigingsleven en Folklore en nadien voor Sport, Gezin en Burgerschap. Bovendien zetelde hij van december 2018 tot juni 2019 als provincieraadslid van Henegouwen.
Bij de verkiezingen van mei 2019 werd Sahli voor de kieskring Charleroi-Thuin verkozen in het Waals Parlement en het Parlement van de Franse Gemeenschap. Hij nam hierdoor ontslag als schepen en OCMW-voorzitter van Chapelle-lez-Herlaimont. In het Waals Parlement nam hij zitting in de commissies Werk, Sociale Actie en Gezondheid en Algemene Zaken en Internationale Betrekkingen en bekommerde hij zich actief om het verkrijgen van de nodige gewestelijke financiering voor projecten die betrekking hadden op zijn gemeente. In het Parlement van de Franse Gemeenschap was hij lid en vervolgens van januari 2023 tot juni 2024 voorzitter van de commissie Begroting, Openbaar Ambt, Gelijke Kansen en Schoolgebouwen.
In juni 2024 werd hij herkozen in zijn parlementaire mandaten. Begin juli 2024 werd Sahli ondervoorzitter van het Parlement van de Franse Gemeenschap, tot zijn ontslag uit zijn parlementaire functies in december 2024. Bij de gemeenteraadsverkiezingen twee maanden eerder behaalde Sahli de beste persoonlijke score op de PS-lijst in Chapelle-lez-Herlaimont, waardoor hij er de functie van burgemeester mocht opnemen. Door de decumul van mandaten moest hij daardoor ontslag nemen als parlementslid.
Sahli werd eveneens van 2007 tot 2008 bestuurder bij de regionale televisiezender Brutélé en van 2013 tot 2019 bestuurder en van 2014 tot 2019 lid van de raad van beheer van de afvalverwerkingsintercommunale ICDI, het latere TIBI.